# إيكر غواروتكسينا فاييخو
إكير غواروتكسينا فاييخو (بالإسبانية: Iker Guarrotxena) (6 ديسمبر 1992 ببلباو في إسبانيا - ) هو لاعب كرة قدم إسباني في مركز الهجوم. لعب مع أتلتيك بيلباو ب ونادي باسكونيا ونادي تينيريفي.

## روابط خارجية
- إكير غواروتكسينا فاييخو على موقع قاعدة بيانات كرة القدم.إي يو (الإنجليزية)
- إكير غواروتكسينا فاييخو على موقع Soccerway.com (الإنجليزية)
- إكير غواروتكسينا فاييخو على موقع عالم كرة القدم.نت (الإنجليزية)
- إكير غواروتكسينا فاييخو على موقع AS.com (الإسبانية)